# Hudson (futebolista)
Hudson Rodrigues dos Santos mais conhecido como Hudson (Juiz de Fora, 30 de janeiro de 1988), é um ex-futebolista brasileiro que atuava como volante.

## Carreira

### Santos
Iniciou sua carreira em 2007 pelo Santos onde foi campeão Paulista Sub-20. Ao subir para a equipe profissional do Peixe, atuou junto de Paulo Henrique Ganso, o qual, mais tarde, seria também seu companheiro no São Paulo.

### Santa Cruz e Ituano
Em 2009, disputou o Campeonato Pernambucano pelo Santa Cruz e no segundo semestre do mesmo ano disputou a Copa Paulista pelo Ituano.

### Red Bull Brasil
Em 2010, foi para o Red Bull Brasil onde conquistou o Campeonato Paulista - Série A3 e foi vice-campeão da Copa Paulista.

### Brasiliense e Botafogo-SP
Teve uma passagem pelo Brasiliense, onde chamou a atenção do Botafogo-SP que o contratou no início de 2014, com contrato válido até o final do Campeonato Paulista do mesmo ano. O jogador se destacou no campeonato, fazendo boas partidas, principalmente contra o Santos, quando fez sua melhor partida no campeonato estadual. Mostrou ter bom drible, chute e passe. Acabou marcando 4 gols no Campeonato e chamou a atenção dos grandes clubes paulistas. Foi eleito o melhor volante do Paulistão.

### São Paulo
Após se destacar pelo Botafogo-SP, acertou com o São Paulo no dia 8 de abril de 2014, com o contrato válido até o final da temporada, com opção de prorrogação do vínculo por mais dois anos.
Estreou pelo Tricolor Paulista no dia 27 de abril no empate de 1-1 contra o Cruzeiro, partida válida pela segunda rodada do Campeonato Brasileiro.
Fez seu primeiro gol com a camisa tricolor três dias depois, na vitória por 4-2 contra a equipe equatoriana Emelec pelas quartas-de-final da Copa Sul-Americana de 2014. Em 2016, foi o jogador com o maior número de desarmes na Libertadores.

### Cruzeiro
Em 22 de dezembro, acertou empréstimo por um ano com o Cruzeiro, transação que envolveu a ida do jogador Neilton para o São Paulo pelo mesmo período. Marcou seu primeiro gol pela nova equipe em 13 de abril de 2017, justamente contra o ex-clube, fechando a vitória por 2-0 no Morumbi, partida de ida da quarta fase da Copa do Brasil. Nessa mesma partida, foi considerado o melhor jogador em campo pela Radio Itatiaia. No jogo de volta, derrota do Cruzeiro no Mineirão para o São Paulo por 2–1. Apesar do resultado, o time mineiro foi às oitavas com Hudson fazendo a "dobradinha" e sendo eleito o melhor em campo mais uma vez.
Na segunda partida da semifinal do Campeonato Mineiro de 2017 contra o América-MG, Hudson fez sua 3ª partida consecutiva como titular no Cruzeiro. Na partida, Hudson foi, novamente, um dos melhores em campo, tomando conta do meio-campo e indo muito bem ao ataque. No 1º tempo acertou a trave do goleiro João Ricardo num belo chute de fora da área. No 2º tempo, participou diretamente no gol de Arrascaeta, 2º do Cruzeiro]na partida, vencida pelo Cruzeiro por 2–0, após bela jogada pela esquerda e passe decisivo para o autor do gol.
Pela semifinal da Copa do Brasil de 2017 marcou um gol de cabeça contra a equipe do Grêmio, resultado que levou a decisão para os pênaltis. O Cruzeiro venceu a disputa por 3–2 e se classificou para a final.
Em 21 de dezembro de 2017, após uma longa negociação, o Cruzeiro anunciou a saída do jogador, que irá retornar ao São Paulo para a temporada de 2018.

### Fluminense
Em 10 de janeiro de 2020, foi anunciado como novo jogador do Fluminense por empréstimo até o final da temporada.

### Aposentadoria
No dia 1° de junho de 2022, aos 34 anos, e sem clube desde o fim de janeiro de 2022, quando deixou o Fluminense após recuperação de cirurgia no joelho direito, volante confirmou a sua aposentadoria.

## Estatísticas
Atualizado até 2 de maio de 2021.

### Clubes
| Equipe            | Temporada         | Campeonato nacional | Campeonato nacional | Copa nacional | Copa nacional | Competições continentais[b] | Competições continentais[b] | Outros torneios[c] | Outros torneios[c] | Total | Total |
| Equipe            | Temporada         | Jogos               | Gols                | Jogos         | Gols          | Jogos                       | Gols                        | Jogos              | Gols               | Jogos | Gols  |
| ----------------- | ----------------- | ------------------- | ------------------- | ------------- | ------------- | --------------------------- | --------------------------- | ------------------ | ------------------ | ----- | ----- |
| São Paulo         | 2014              | 19                  | 0                   | –             | –             | 7                           | 1                           | –                  | –                  | 26    | 1     |
| São Paulo         | 2015              | 29                  | 0                   | 2             | 0             | 5                           | 0                           | 10                 | 1                  | 46    | 1     |
| São Paulo         | 2016              | 19                  | 0                   | 2             | 0             | 14                          | 0                           | 16                 | 1                  | 51    | 1     |
| São Paulo         | 2018              | 31                  | 1                   | 3             | 0             | 2                           | 0                           | 5                  | 0                  | 41    | 1     |
| São Paulo         | 2019              | 16                  | 1                   | 1             | 0             | 1                           | 0                           | 16                 | 1                  | 34    | 2     |
| São Paulo         | Total             | 114                 | 2                   | 8             | 0             | 29                          | 1                           | 47                 | 3                  | 198   | 6     |
| Cruzeiro          | 2017              | 17                  | 1                   | 9             | 2             | 2                           | 0                           | 10                 | 0                  | 38    | 3     |
| Cruzeiro          | Total             | 17                  | 1                   | 9             | 2             | 2                           | 0                           | 10                 | 0                  | 38    | 3     |
| Fluminense        | 2020              | 25                  | 0                   | 4             | 0             | 1                           | 0                           | 13                 | 1                  | 43    | 1     |
| Fluminense        | 2021              | –                   | –                   | –             | –             | –                           | –                           | 4                  | 0                  | 4     | 0     |
| Fluminense        | Total             | 25                  | 0                   | 4             | 0             | 1                           | 0                           | 17                 | 1                  | 47    | 1     |
| Total na carreira | Total na carreira | 156                 | 3                   | 21            | 2             | 32                          | 1                           | 74                 | 4                  | 283   | 10    |

- b. ^ Jogos da Copa Libertadores e Copa Sul-Americana
- c. ^ Jogos do Campeonato Paulista, Campeonato Mineiro,  Campeonato Carioca, Taça Rio, Taça Guanabara, Primeira Liga do Brasil e Florida Cup

## Títulos
Oeste
- Campeonato Brasileiro - Série C: 2012

Red Bull Brasil
- Campeonato Paulista - Série A3: 2010

Cruzeiro
- Copa do Brasil: 2017

Fluminense
- Taça Rio: 2020